# Gunnar Bärlund
Gunnar „GeeBee“ Bärlund (* 9. Januar 1911 in Helsinki; † 1. August 1982 im Bundesstaat Florida) war ein finnischer Amateur- und Profiboxer.

## Amateur
Gunnar Bärlund trat für den finnischen Hauptstadtverein Helsingin Jyry, einem Verein, dem viele finnische Spitzensportler entstammten, an.
Bei den Boxeuropameisterschaften 1934 in Budapest besiegte Bärlund im Schwergewichtsfinale den Engländer Hugh Pat Floyd. Nach diesem Erfolg wechselte Bärlund ins Lager der Berufsboxer.

## Profi
Sein Debüt gab Bärlund am 14. September 1934 in Göteborg gegen den Briten Jeff Wilson, den er bereits in der ersten Runde k. o. schlug. Einen Monat später wurde er in seinem zweiten Kampf gegen den Deutschen Arno Kölbin disqualifiziert. 1935 gelang ihm jedoch in Helsinki eine Revanche durch ein K.-o.-Sieg in der sechsten Runde. Bärlund boxte daraufhin in ganz Europa und konnte bis Februar 1937 alle seine Kämpfe gewinnen. Seit 1936 hielt sich Bärlund vornehmlich in den Vereinigten Staaten auf, wo er auch seine Kämpfe austrug. Im Dezember 1937 besiegte Gunnar Bärlund den bislang nur einmal besiegten Alberto Santiago Lovell aus Argentinien nach Punkten. Am 4. März 1938 schlug Bärlund im Madison Square Garden überraschend den seit zwei Jahren ungeschlagenen Buddy Baer in der siebten Runde durch technischem K. o. Es folgten noch viele weitere Kämpfe, von den die wichtigsten meist verloren gingen. Am 4. April 1948 verlor Bärlund in seinem letzten Kampf mit 37 Jahren gegen Bill Wilson nach Punkten.

## Sonstiges
Gunnar Bärlund war im November 1938 auf dem Titelbild des Ring Magazine.
In Vallila, einem Stadtteil von Helsinki, steht seit 1991 ein von Niilo Rikula entworfenes Denkmal mit der Inschrift „GeeBee Gunnar Bärlund 1911–1982“.